# Toirdhealbhach mac Domnaill Óic Ó Domhnaill
Toirdhealbhach mac Domnaill Óic Ó Domhnaill (mort en  1303) est le 7e O'Donnell ou Ua Domhnaill du  clan, et roi de  Tír Chonaill en Irlande  de  1290 à 1291.

## Famille
Toirdhealbhach mac Domnaill Óic Ó Domhnaill est le second fils de Domnall Óc mac Domnaill Ó Domhnaill né de son union avec une fille
d'Angus Mór MacDonald.

## Règne
En 1290 il dépose son demi-frère aîné Áed mac Domnaill Óic Ó Domhnaill  grâce à l'appui des Gallowglass du clan de sa mère les Mac Donald d'Écosse et il s'attribue la seigneurie par la force .
L'année suivante le comte d'Ulster Richard de Bourg mène une armée dans le roi de Tir Éogain où il dépose Domnall mac Brian Ó Néill  au profit de Brian mac Aeda Buide puis il conduit ses troupes dans le Tyrconnell contre Toirdhealbhach mac Domnaill Óic  et met la région au pillage sans épargner les propriétés ecclésiastiques.  Áed met à profit la confusion pour récupérer son royaume  Toutefois le conflit entre les deux frère se poursuit jusqu'en 1303 année ou les Annales des quatre maîtres notent que Toirdhealbhach mac Domnaill Óic est tué par son frère après une longue et destructrice guerre qui entraîne la mort de nombreux chefs du Cenél Connaill et des anglais du nord qu'elles énumèrent longuement

### Sources
- (en) Art Cosgrove, New History of Irland,Volume II ‘’Medieval Ireland 1169-1534’’, Oxford, Oxford University Press, 2008, 1066 p. (ISBN 978-0-19-953970-3)
- (en) T.W Moody, F.X. Martin et F.J. Byrne, A New History of Ireland IX Maps, Genealogies, Lists. A companion to Irish History part II, Oxford, Oxford University Press, 2011, 690 p. (ISBN 978-0-19-959306-4).